# Sylpheed
Sylpheed（シルフィード）は、Linux、BSDなどのPC-UNIX上、およびWindows上で動くオープンソースの電子メールクライアント。開発者は山本博之 。

## 概要
大学在学中にLinuxを使い始めた山本が、実用レベルで使える電子メールクライアントがなかったことを理由として大学4年生のときに開発を始めた。3か月後の2000年（平成12年）1月にバージョン0.1をリリース。Sylpheedの機能はBecky!などの既存の電子メールクライアントを参考に実装された。最初に入社した会社（株式会社グッデイ）やその次の会社（後述するSRA OSS）が開発を全面的に支援していたと述べている。
Sylpheedは2000年（平成12年）より、長らくLinuxを中心とするPC-UNIX上で開発され、発展を遂げてきた。バージョン1.0未満から1.0.5までは、GTK1のライブラリを利用して開発されてきたが、1.9.0以降からはGTK2のライブラリを利用するようになり、現在PC-UNIXデスクトップ環境として広く使われているGNOMEとの親和性、アンチエイリアスによるフォント品質の向上などが図られている。ライセンスはGNU GPLを採用している。
バージョン1.0.x時代にもGTK2のライブラリを使ったものがあった (sylpheed-gtk2) が、現在は、その成果がSylpheed本家に取り込まれたため、sylpheed-gtk2は開発を終了した。
Windows版については、バージョン1.0未満のバージョンでは別作者によるものがあったが、バージョン2.1.3からは山本によるバージョンが提供されている。正式リリース版としては2.2.0以降となる。
2006年（平成18年）9月6日には、SRA OSSがSylpheedの開発を全面的に支援することを発表。SRA OSSは山本を雇用し、自由にSylpheedの開発ができる環境などを作った。山本は同社でSylpheedのコアライブラリを独立させたLibSylphプロジェクトに携わることとなる。

### 特徴
Sylpheedの特徴は、以下の通りである。
- 3ペインの電子メールクライアント[10]
- 全面GUIの実装である
- PC-UNIX上のGUIソフトウェアとしては、非常に軽い
- 動作設定が細かく、さまざまなシチュエーションに対応できる
- 1ファイル1メールのMH形式を採用している[1]。このためメールデータに障害が発生しても対処しやすい
- 外部フィルタとの連携が可能で、スパムなどの対処がしやすい
- 国際化対応されており、各種言語によるメールの利用が可能である
- バージョン3.5.1からは添付ファイルの自動暗号化機能プラグインがバンドルされるようになった。日本国内でよく利用される添付ファイルをZIPで暗号化して、別なメールでパスワードを知らせる機能がワンタッチで利用できる

### 名前の由来
風の妖精「Sylph」（シルフ）が由来。風のように軽快で、空気のように自然な動作を、という意味が込められている。
「シルフィード」は本来「Sylphid」と綴るべきだが、作者の誤解により「Sylpheed」という名前が採用されてしまった。その後、誤解に気付いたが、すでに多くのディストリビューションによって採用されてしまっており、取り返しがつかなくなったので、そのままになったという。

## バージョン履歴
- 2000年1月1日 - バージョン0.1.0 αがリリースされる
- 2004年12月24日 - バージョン1.0.0がリリースされる[1]
- 2005年7月29日 - バージョン2.0.0がリリースされる
- 2006年2月14日 - バージョン2.2.0がリリースされる[2]。このバージョンからMicrosoft Windows版が正式にリリースされた[2]。
- 2006年12月24日 - バージョン2.3.0がリリースされる
- 2007年4月20日 - バージョン2.4.0がリリースされる
- 2008年6月17日 - バージョン2.5.0がリリースされる
- 2008年12月19日 - バージョン2.6.0がリリースされる
- 2009年7月21日 - バージョン2.7.0がリリースされる
- 2010年2月24日 - バージョン3.0.0がリリースされる
- 2011年1月31日 - バージョン3.1.0がリリースされる
- 2012年6月29日 - バージョン3.2.0がリリースされる
- 2012年11月9日 - バージョン3.3.0がリリースされる
- 2014年3月31日 - バージョン3.4.0がリリースされる
- 2016年1月25日 - バージョン3.5.0がリリースされる
- 2016年7月29日 - バージョン3.5.1がリリースされる
- 2017年6月29日 - バージョン3.6.0がリリースされる
- 2018年1月31日 - バージョン3.7.0がリリースされる

## Claws Mail
Paul Manganらによって、SylpheedからフォークしたClaws Mailがある。フォーク当時のSylpheedにない機能を独自に追加している。